# Museu de Cravinhos

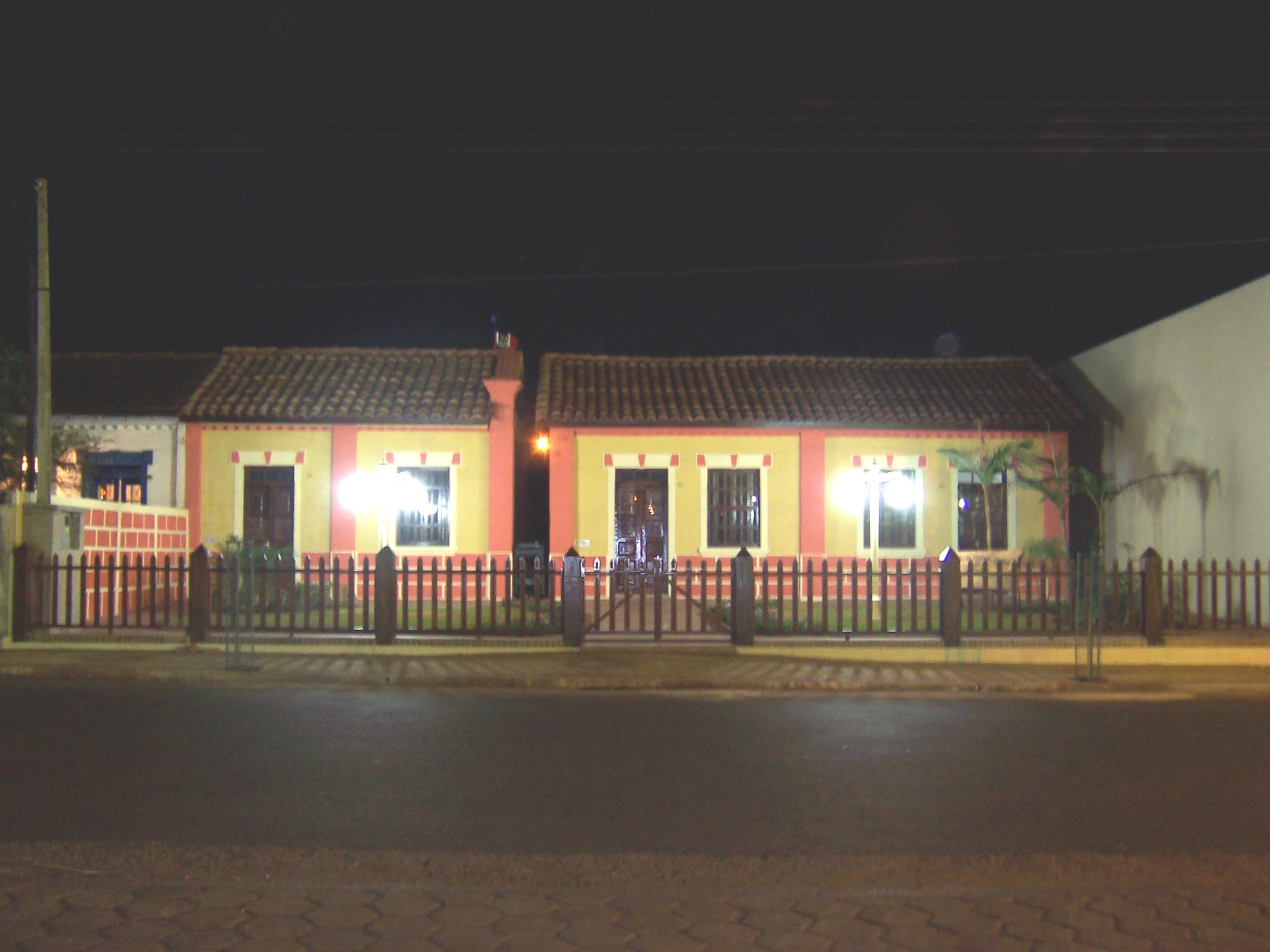

O Museu de Cravinhos, inaugurado em 7 de outubro de 2004, é um museu brasileiro de história natural, localizado na cidade de Cravinhos, na região de Ribeirão Preto, no estado de São Paulo.

## História
Foi idealizado por Mário Luiz Garcia de Figueiredo e Hugo de Araújo Tormente Jr. Seu acervo contém aproximadamente 1500 peças, e tem por finalidade guardar a identidade cultural da sociedade e preparar as gerações para a conscientização de ecologia, sustentabilidade e convívio amoroso e fraterno com a natureza, animais e plantas de nosso planeta.
A palavra museu vem do termo grego museion, templo das musas. Os latinos denominavam museum ao gabinete de trabalho dos homens de letras e ciências. A primeira coleção que recebeu o nome de museu foi a do Louvre em 1750. O conselho internacional de museus - ICOM - define como museu toda instituição permanente, sem fins lucrativos abertos ao público que adquire, conserva, pesquisa e expõe coleções de objetos de cartér cultural ou científico para fins de estudo, educação, e entretenimento.

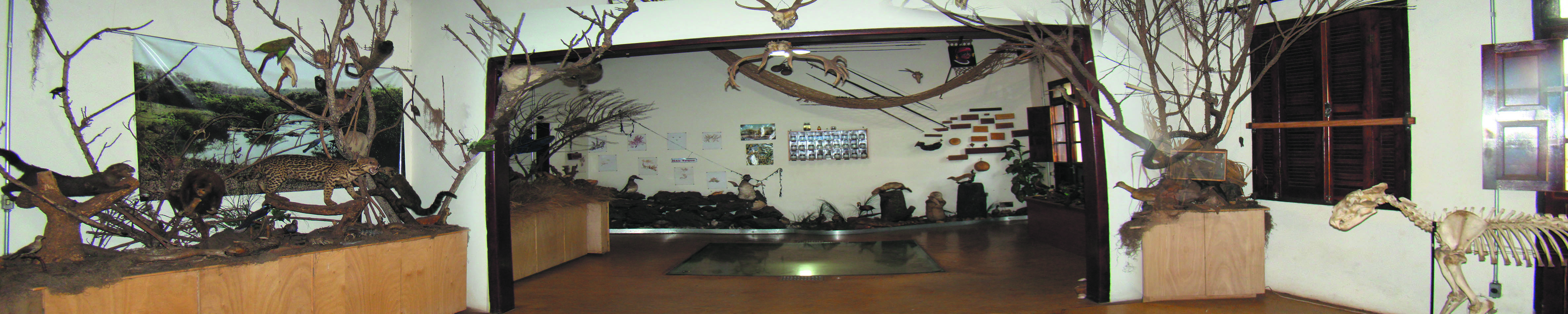
Exposição central.